# Borstenmäuler
Die Borstenmäuler (Gonostomatidae, Syn.: Diplophidae) sind Bewohner der Tiefsee. Die Familie besteht aus über 30 Arten in acht Gattungen. Sie leben im Atlantik, im Pazifik und im Indischen Ozean, Cyclothone auch im Südpolarmeer. Neben der Gattung Vinciguerria aus der Familie Stomiidae gilt Cyclothone als eine der beiden individuenreichsten Wirbeltiergattungen der Welt.

## Merkmale
Viele Borstenmäuler haben ein bizarres Aussehen, Leuchtorgane, die grünes oder rotes Licht abgeben, an der Unterseite des Körpers und Fangzähne in großen, tief gespaltenen Mäulern. Sie haben langgestreckte aber niemals stark abgeflachte Körper. Ihre Länge bleibt mit 2,9 bis 20 Zentimetern eher klein. Die Anzahl der Wirbel liegt bei 29 bis 94. Eine Fettflosse kann vorhanden sein oder fehlen. Die Afterflosse ist langgestreckt und wird von 16 bis 69 Flossenstrahlen gestützt. Die Anzahl der Branchiostegalstrahlen liegt bei 12 bis 16.
Die Cyclothonen haben nur kleine Zähne und schnappen Planktonkrebse (zum Beispiel Copepoden) auf oder seihen sie (bei entsprechender Dichte) aus dem Wasser. Oft haben die schwarzen Tiere keine Schuppen.
Fossilien von Fischen aus der Familie Gonostomatidae fand man in Schichten aus dem Miozän.

## Gattungen und Arten

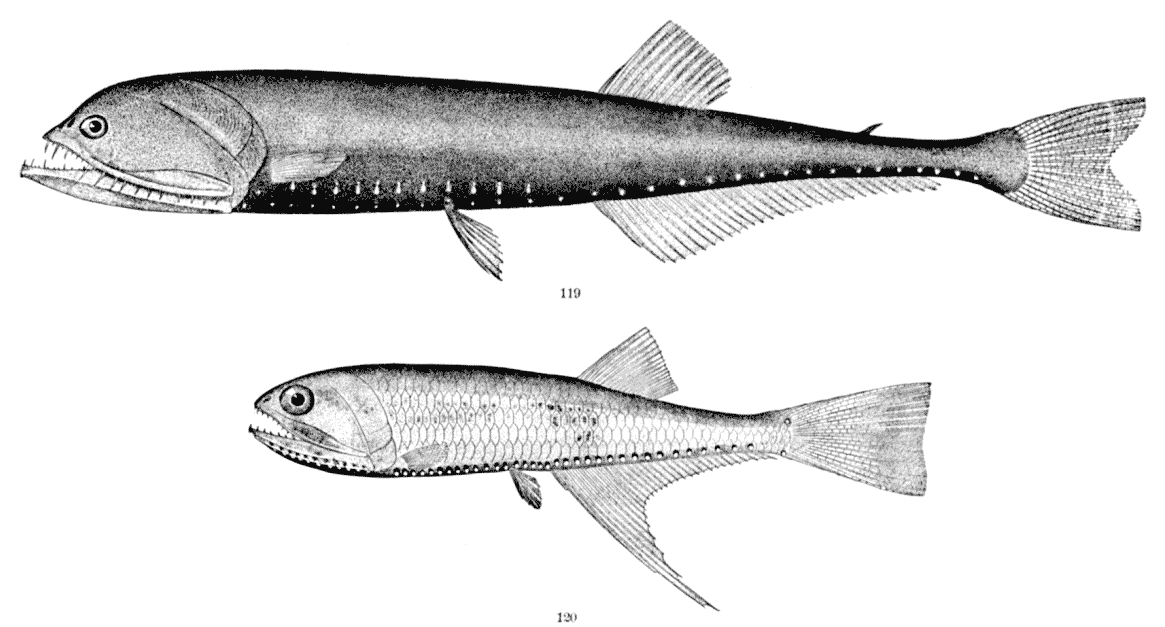
Bonapartia pedaliota (unten) und Gonostoma elongatum
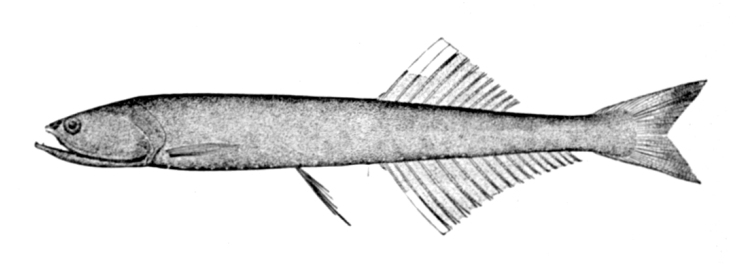
Cyclothone microdon
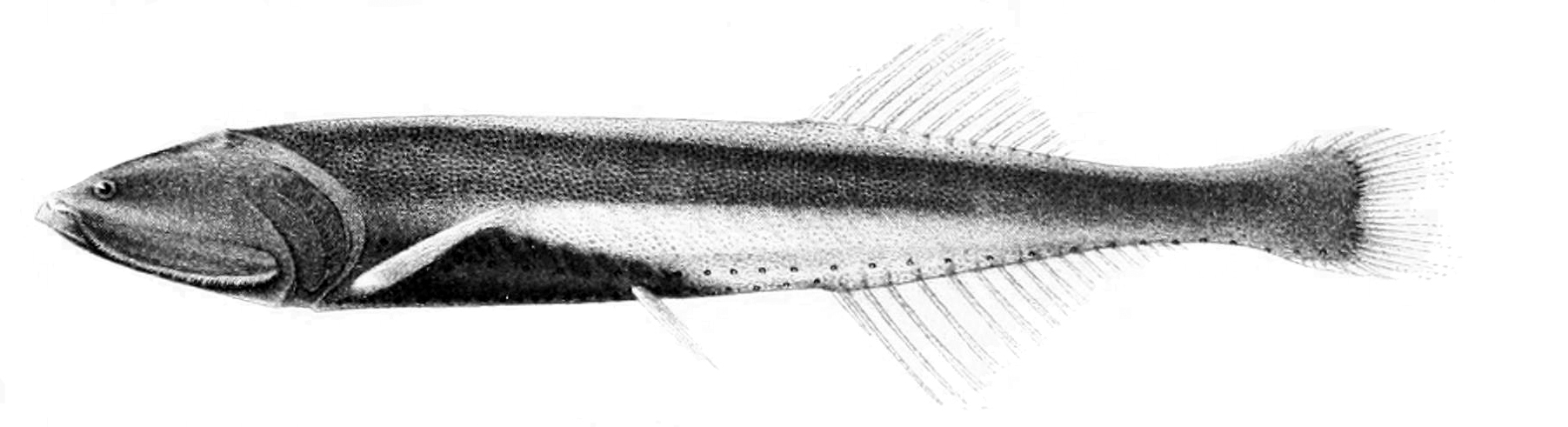
Cyclothone pallida
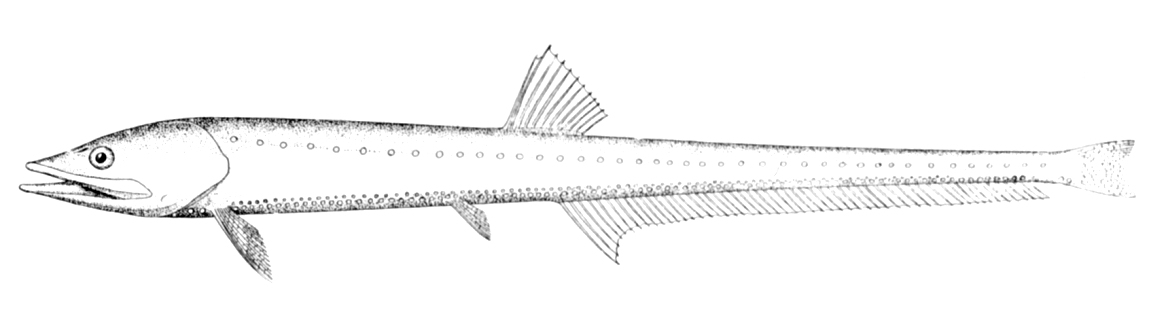
Diplophos taenia
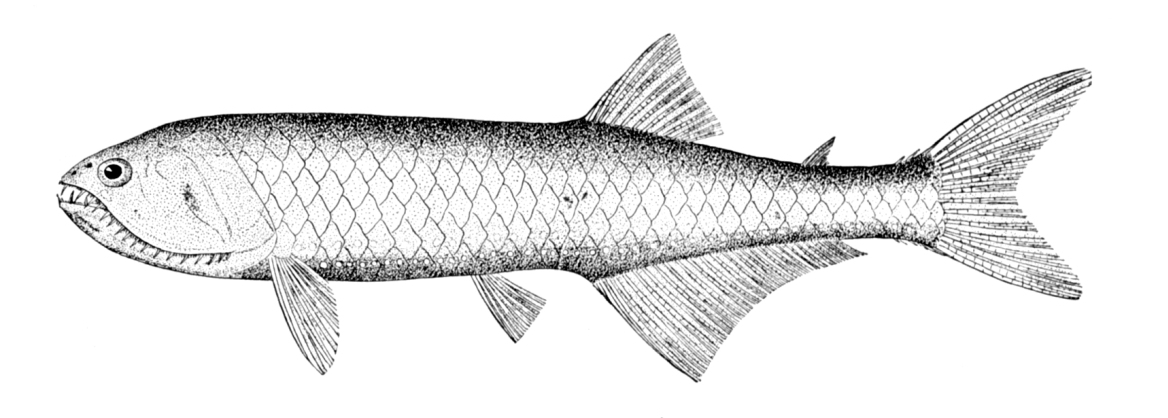
Gonostoma denudatum
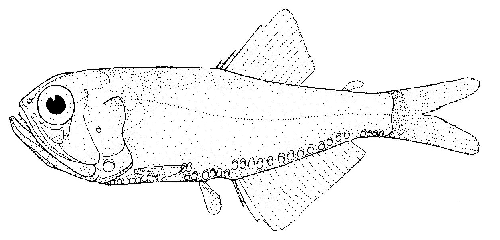
Margrethia obtusirostra
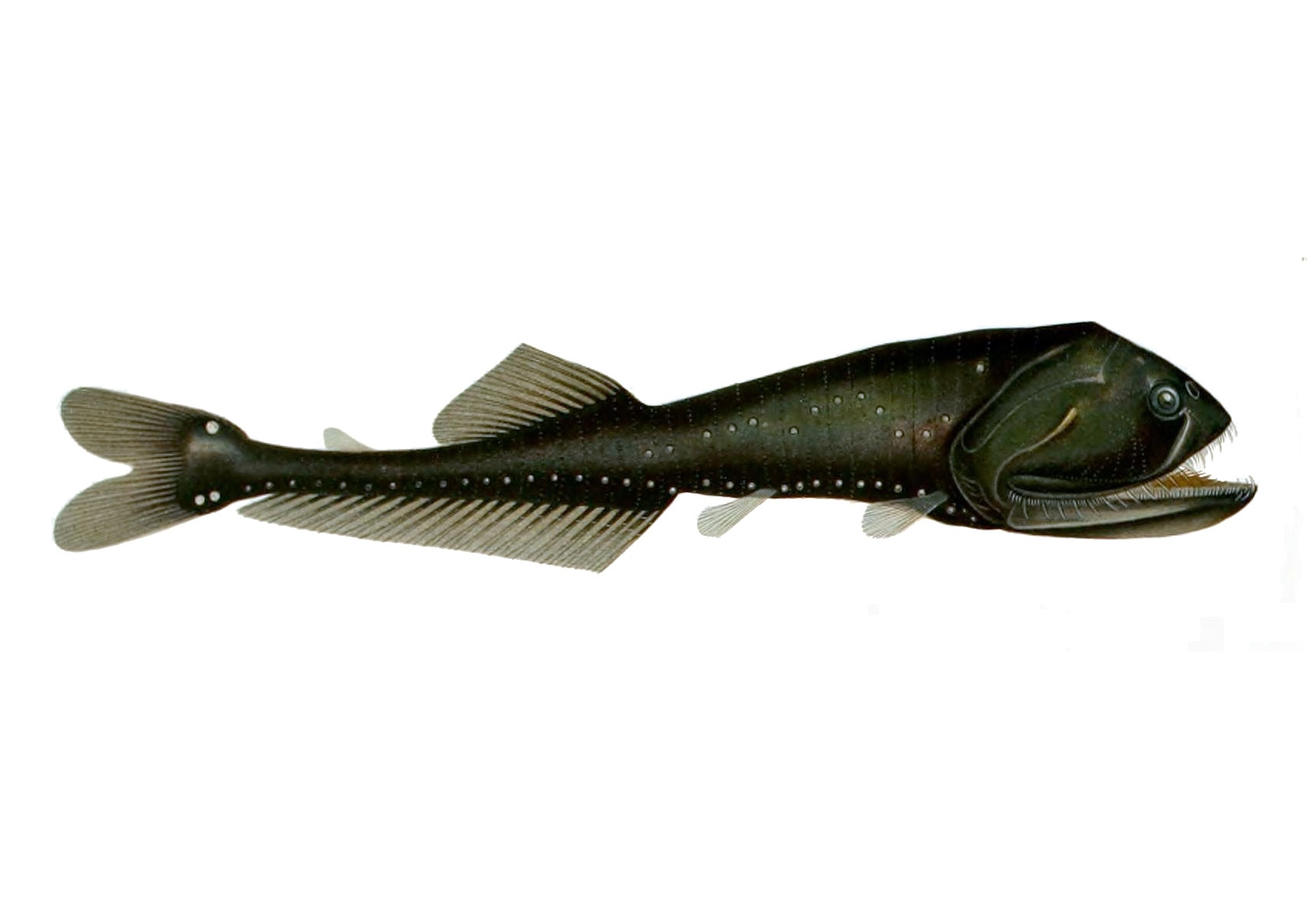
Sigmops bathyphilus
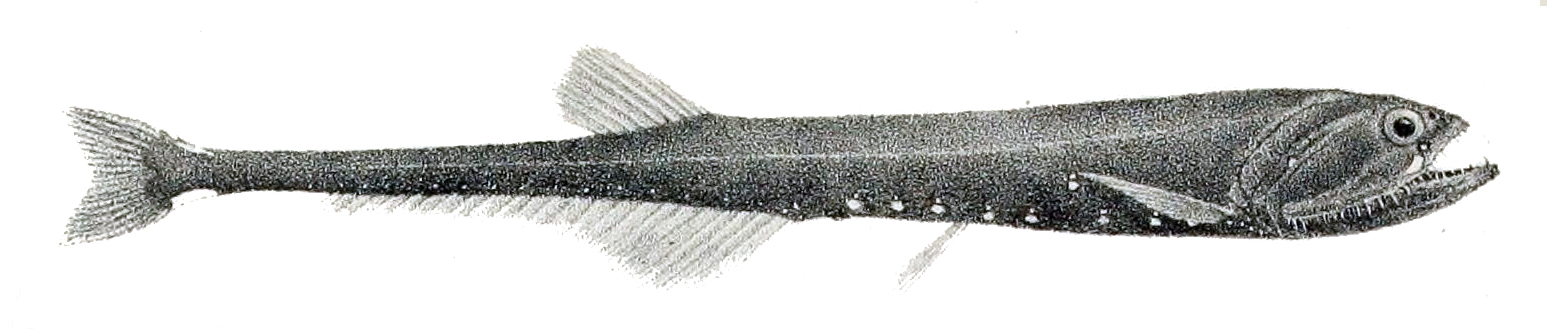
Sigmops gracilis

- Gattung Bonapartia
  - Bonapartia pedaliota Goode & Bean, 1896.
- Gattung Cyclothone
  - Cyclothone acclinidens Garman, 1899.
  - Cyclothone alba Brauer, 1906.
  - Cyclothone atraria Gilbert, 1905.
  - Cyclothone braueri Jespersen & Tåning, 1926.
  - Cyclothone kobayashii Miya, 1994.
  - Cyclothone livida Brauer, 1902.
  - Cyclothone microdon Günther, 1878.
  - Cyclothone obscura Brauer, 1902.
  - Cyclothone pallida Brauer, 1902.
  - Cyclothone parapallida Badcock, 1982.
  - Cyclothone pseudopallida Mukhacheva, 1964.
  - Cyclothone pygmaea Jespersen & Tåning, 1926.
  - Cyclothone signata Garman, 1899.
- Gattung Diplophos
  - Diplophos australis Ozawa, Oda & Ida, 1990.
  - Diplophos orientalis Matsubara, 1940.
  - Diplophos pacificus (Mukhacheva, 1964).
  - Diplophos rebainsi Krefft & Parin, 1972.
  - Diplophos taenia Günther, 1873.
- Gattung Gonostoma
  - Gonostoma atlanticum Norman, 1930.
  - Gonostoma denudatum Rafinesque, 1810.
  - Gonostoma elongatum Günther, 1878.
- Gattung Manducus
  - Manducus greyae (Johnson, 1970).
  - Manducus maderensis (Johnson, 1890).
- Gattung Margrethia
  - Margrethia obtusirostra Jespersen & Tåning, 1919.
  - Margrethia valentinae Parin, 1982.
- Gattung Sigmops
  - Sigmops bathyphilus (Vaillant, 1884).
  - Sigmops ebelingi Grey, 1960.
  - Sigmops gracilis Günther, 1878.
  - Sigmops longipinnis (Mukhacheva, 1972).
- Gattung Zaphotias 
  - Zaphotias pedaliotus (Goode & Bean, 1896)